# Plum (작곡가)
Plum은 대한민국의 종합 음악 작곡가이다.

## 대표곡
- R
- Megamix
- Rainbow Chaser
- Mad Piano Party
- SkyScape
- MaelStrom
- Tempest
- Wake up! Piano

## 상세
2015년 말부터 작곡 활동을 시작했다.
2017년 5월 19일 정규 1집 'Beyond The Cloud'로 정식 데뷔하였으며 현재까지 활동 중이다.
사용하는 프로그램은 Logic Pro X이다.
대체로 곡의 느낌은 부드럽기보다는 강렬하거나 리듬감있는 선율이 주를 이룬다. 연주 난이도는 곡마다 천차만별인데, 한없이 쉬운 곡들도 있는 반면 연주 난이도가 높은 곡들도 많다.
피아노만을 이용하기보다는 다양한 악기와 드럼을 더하여 풍성한 편곡 스타일을 추구하는 편이며, 그만큼 전체 작업물의 양에 비해 순수 피아노곡의 수는 적은 편이다. 또한 뉴에이지 음악가치고는 피아노 하우스, 에픽 오케스트라, 아트코어 등을 시도하는 등 상당히 다양한 스펙트럼을 추구하는 편. BMS OF FIGHTERS에도 참여한 경력이 있다.
2019년 후반부터 자신의 채널에서 보컬로이드 프로듀서 활동을 병행중이다. 주로 사용하는 보컬로이드는 유니.
2021년 1월 초기부터 급작스럽게 구독자 수가 늘어났다. 구독자 3만명을 돌파한 이후부터는 영상 1개의 조회수/구독자 수 비율이 200퍼센트가 넘는 일도 발생했다. 2021년 4월 14일 유튜브 인기 급상승 크리에이터로 선정되었다.
목소리 공개는 과거 연세대학교 OT 공연 영상, UNI곡 '뒤섞임'의 작곡가 버전 영상, ENne의 '여행꾼과 막대과자' 커버 영상, 만우절 기념 영상의 마지막 부분에서 이루어졌다.

## 디스코그래피
| 넘버링   | 앨범                   | 발매일     | 타이틀곡        |
| -------- | ---------------------- | ---------- | --------------- |
| 정규 1집 | Beyond The Cloud       | 2017.05.19 | CloudStep       |
| 정규 2집 | Monochrome Days        | 2017.11.16 | Rainbow Chaser  |
| 정규 3집 | Unknown FairyTale      | 2018.04.03 | Märchen Tripper |
| 정규 4집 | My Little Universe     | 2018.10.08 | -               |
| 정규 5집 | 『PROJECT: ANAMNESIS』 | 2019.04.11 | -               |
| 정규 6집 | Melody From Sky        | 2020.04.18 | -               |
| 정규 7집 | Musicbox 24/7          | 2020.10.17 | -               |
| 정규 8집 | Fragment of Eden       | 2021.03.04 | -               |
| 정규 9집 | Harmonic Puzzle        | 2021.08.22 | -               |